# 未来の破片
「未来の破片」（みらいのかけら）は、ASIAN KUNG-FU GENERATIONの1枚目のシングル。

## 解説
アジカンのメジャーデビュー後初のシングルである。2003年にCCCDとして発売されたが、2004年までに廃盤となっている。2005年10月26日にCD-DA規格で再発売された。収録曲は3曲とも、インディーズデビュー後に山中湖で行った、初の合宿で製作された楽曲である。

## 収録曲
1. 未来の破片
TBS系『Under CDTV』8月度主題歌。
2020年にJRAが製作した「『疾走のファンファーレ〜有馬記念篇〜』オープニングムービー」の主題歌に起用された[1]。
2. エントランス
メンバー自身は非常に完成度に満足し、「アルバムに全部入れよう」と言っていたが、何故かメジャーデビューシングルのB面になってしまい、『君繋ファイブエム』に入る事はなかった。
3. その訳を
こちらもB面ではあるが、「未来の破片」と共に『君繋ファイブエム』に収録された。

全作詞・作曲：後藤正文、全編曲：ASIAN KUNG-FU GENERATION

## 収録アルバム
- 君繋ファイブエム (#1,3)
- フィードバックファイル (#2)
- BEST HIT AKG (#1)